# Горовой, Пётр Григорьевич
Пётр Григо́рьевич Горово́й (род. 13 декабря 1936, Шкотово, Дальневосточный край) — советский и российский ботаник. Академик РАН (с 1997 года). Заведующий лабораторией хемотаксономии растений Тихоокеанского института биоорганической химии ДВО РАН.

## Биография
Родился 13 декабря 1936 года в посёлке Шкотово Приморского края. В 1957 году окончил Благовещенский педагогический институт.
Научные интересы — систематика и хемотаксономия высших растений, флористика Восточной Азии, история ботаники. Автор более 300 научных трудов, в том числе 6 монографий.
Занимался исследованиями по систематике и характеристике растений многих семейств: зонтичные, сложноцветные, колокольчиковые, барбарисовые, лютиковые, берёзовые. Впервые получил данные о связи систематического положения и химического состава (тритерпеноиды, стероиды, флавоноиды) некоторых групп растений дальневосточной флоры, важных для целей практического использования. Одним из первых проанализировал наличие в высших растений антиоксидантов. Результаты научных исследований П. Г. Горового были внедрены в пищевую промышленность и привели к созданию «Уссурийского бальзама».
Горовой — один из создателей Тихоокеанского института биоорганической химии ДВО РАН; в настоящее время (2012) — заведующий лаборатории хемотаксономии растений в этом институте.
Член-корреспондент РАН с 7 декабря 1991 года. Академик РАН (по отделению биологических наук) — с 29 мая 1997 года.
Член Президиума Дальневосточного отделения РАН.
После смерти академика Армена Леоновича Тахтаджяна в ноябре 2009 года и до настоящего времени (начало 2012 года) Горовой остался единственным академиком РАН по специальности «ботаника».

## Награды
- Орден Почёта